# روابي أبراج البيت
روابي أبراج البيت، هو مشروع يتألف من وحدات سكنية وتجارية في مكة المكرمة بالمملكة العربية السعودية، يتألف من 21 برجاً، وقد حظى بإقبال متميز في أسواق المملكة نظراً لمميزات موقعه الفريد، حيث تتمتع أبراجه بقربها من المسجد الحرام وهو أحد أكثر الأماكن قداسة في العالم الإسلامي.
أعلنت شركة جوار لإدارة وتسويق وتطوير العقار عن مشروع روابي أبراج البيت في مكة المكرمة بالسعودية بتكلفة تصل إلى 20 مليار ريال (5.3 مليار دولار). ويقع المشروع على مساحة تتجاوز 2.7 مليون متر مربع ويعتبر الثاني للشركة في مكة المكرمة بعد مشروعها الأول أبراج البيت والذي حققت من خلاله مبيعات وصلت إلى ملياري دولار. ويضم مرافق عالمية المستوى بما فيها شبكة الإنترنت والخدمات الأمنية على مدار الساعة والمصاعد عالية السرعة والمطاعم ومواقف السيارات والمرافق الطبية وأماكن الصلاة والمراكز التجارية.
وأعلن عنه في فعاليات معرض سيتي سكيب: وهو أكبر معرض عالمي متخصص في كل ما يتعلق بأعمال العقارات. ويقام سنويًا في العديد من المدن المهمة، انطلق عام 2002 من مدينة دبي وتمدد ليشمل معارض في مدينة أبوظبي، لندن، جدة، سنغافورة، الهند، روسيا والولايات المتحدة الأمبركية وعدة مدن أخرى.[بحاجة لمصدر]
وتستمر شركة جوار بهذي المشاريع وقد أعلنت عن مشروع برج هاجر، وهو واحد من مشروع الأبراج السبعة، إلى مجموعة من المستثمرين من الكويت والسعودية من خلال اتفاقية بلغت قيمتها 2.2 مليار ريال سعودي.